# Barleria oenotheroides
Barleria oenotheroides es una especie de planta floral del género Barleria, familia Acanthaceae.
Es nativa de Belice, República Centroafricana, Colombia (Llanura del Caribe, Valle del Magdalena), Costa Rica, El Salvador, Ghana, Guatemala, Guinea, Guinea-Bisáu, Guyana, Honduras, Costa de Marfil, Liberia, Centro de México, Golfo de México, Noreste de México, Sudeste de México, Sudoeste de México, Nicaragua, Nigeria, Panamá, Senegal, Sierra Leona y Venezuela.

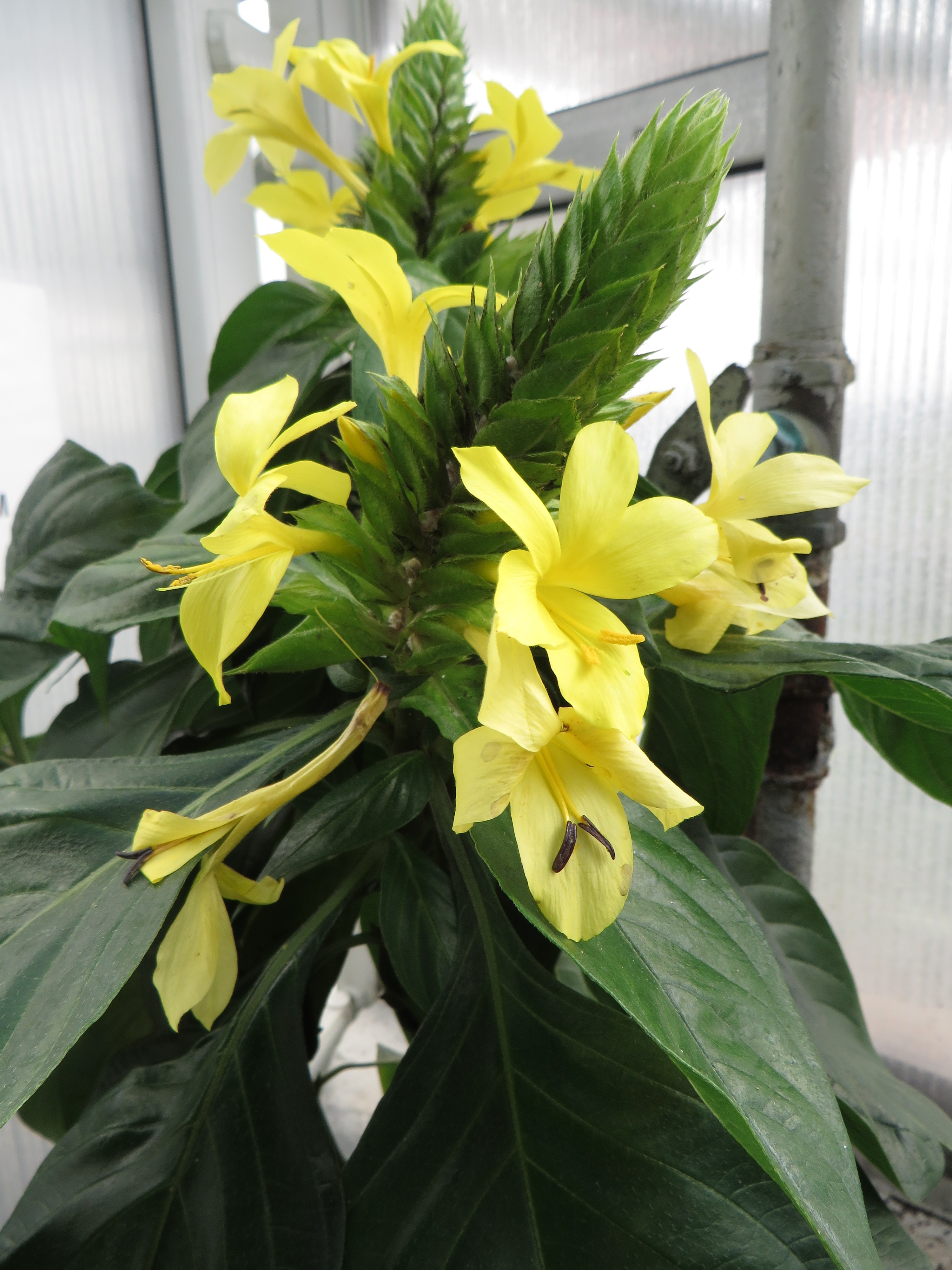
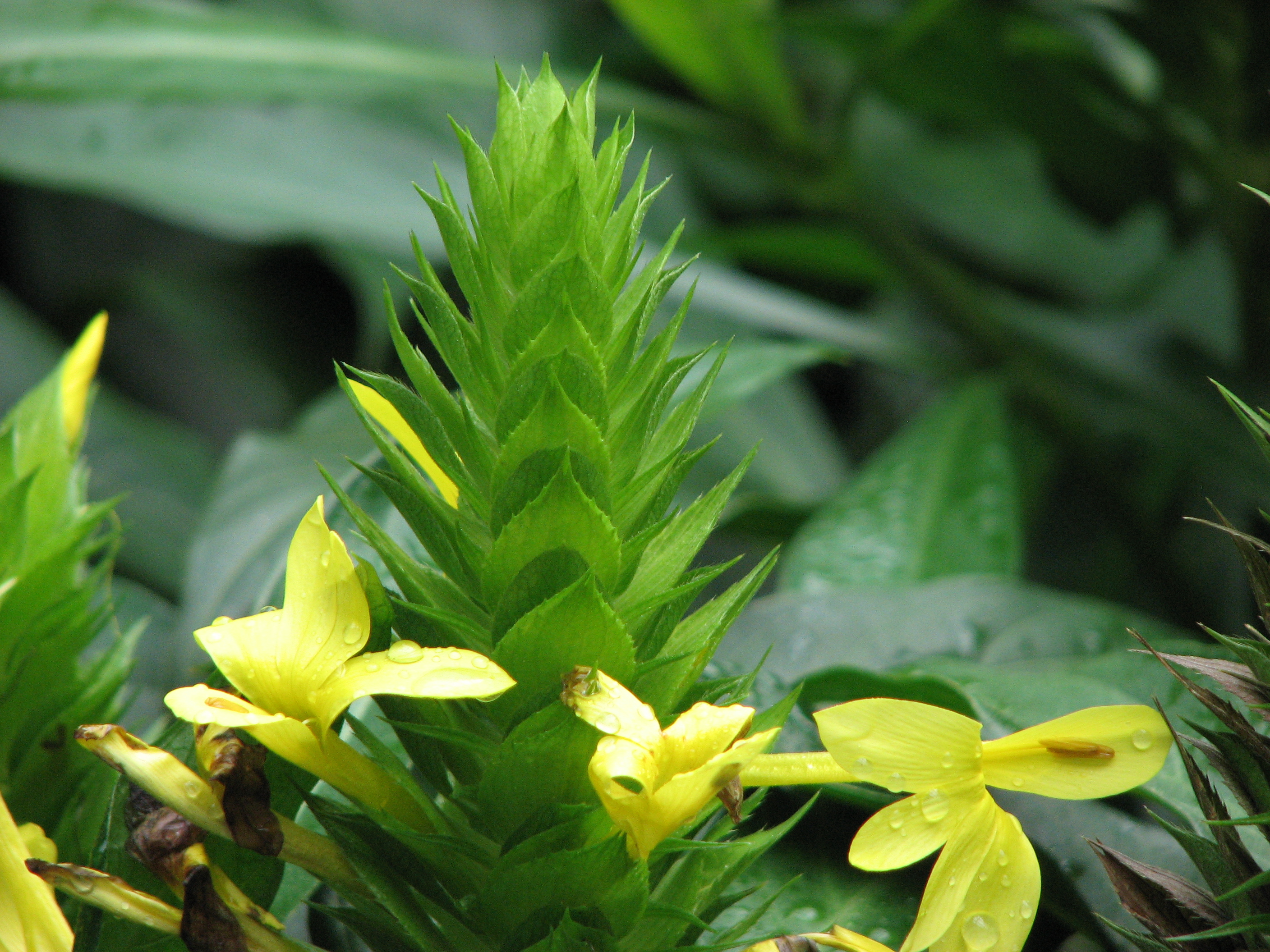
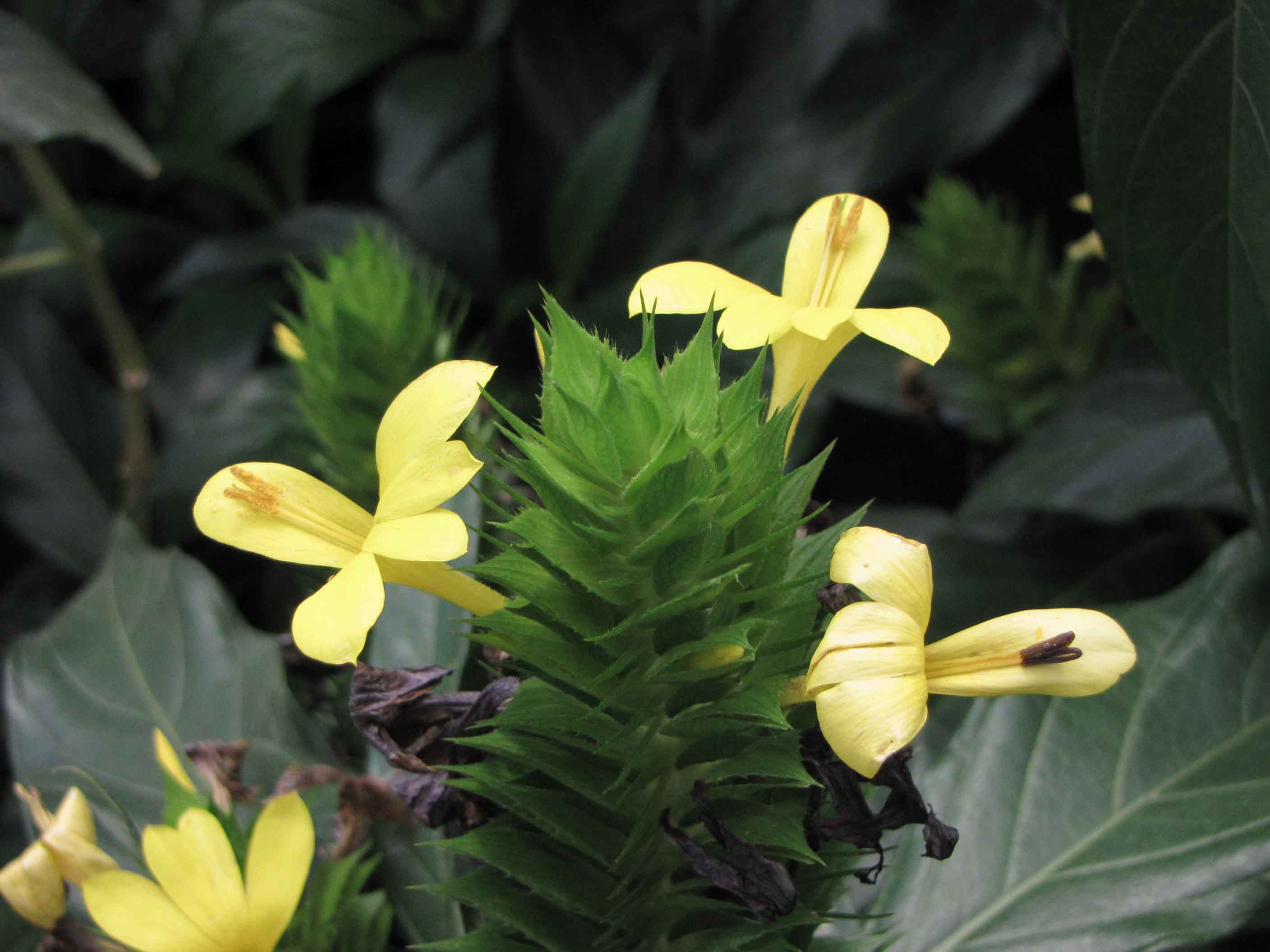